# Peace Direct
Peace Direct ist eine nichtstaatliche Non-Profit-Organisation mit Sitz in London.
Sie unterstützt die Arbeit von lokalen Friedensstiftern in Konfliktregionen; ihre Devise lautet "Finden. Fördern. Finanzieren." Darüber hinaus möchte die Organisation die Art und Weise ändern, in der Regierungen und internationale Behörden die Friedensstiftungskompetenz der Basis vor Ort betrachten: sie soll zentral für Konfliktlösungsstrategien werden. 
Die Organisation stellt die herkömmliche Sichtweise in Frage, dass die Lösung eines Konfliktes von außerhalb kommen muss – von der UNO, externen Schlichtern oder westlichen NROs.

## Gründungsgeschichte
Die Organisation wurde 2003 von Scilla Elworthy und Carolyn Hayman OBE gegründet. Elworthy hatte vorher die Oxford Research Group ins Leben gerufen, Hayman war Geschäftsführerin der Foyer Federation, einer britischen Jugendhilfeorganisation. 2005 wurde der Organisation bei den UK Charity Awards als beste neue Wohltätigkeitsorganisation ausgezeichnet. Seit 2008 erhält die Organisation Finanzmittel vom britischen Entwicklungshilfeministerium und der Baring Foundation. 
Im August 2010 wurde eine deutsche Sektion (Peace Direct e.V). in Hannover gegründet; die Sektion Peace Direct USA folgte im Frühjahr 2011. 

## Projekte
Die Organisation fördert Projekte in Konfliktgebieten weltweit, z. B. in Sudan, Pakistan, Sri Lanka, Burundi, Osttimor, Nepal, Simbabwe, Kaschmir, Afghanistan, Mosambik oder der Demokratischen Republik Kongo. Daneben gab es das Projekt Truce 2020 in London, wo Jugendliche aus Problemstadtteilen in friedlicher Konfliktlösung geschult wurden. Im Herbst 2005 organisierte Peace Direct eine Veranstaltung, bei der muslimische Friedensaktivisten aus Kenia und Palästina jungen britischen Moslems dabei halfen zu entdecken, wie sie ihr Potenzial in der britischen Gesellschaft nutzen können.
Die Prinzipien, nach denen Projekte und Organisationen gefördert werden, sind:
- Bekenntnis zu lokalen Friedensstiftern
- Unparteilichkeit
- Verpflichtung zur Wirksamkeit
- Wertschätzung des Persönlichen
- Engagement für Veränderung
- Integrität und Transparenz

Die Organisation findet die Projekte über Netzwerke, Feldbesuche, Empfehlungen und über Kontakte aus der Webseite Insight on Conflict, einer von ihr ins Leben gerufenen Datenbank über lokale Friedensinitiativen weltweit.
Die Organisation fördert Basis-Friedensarbeit vor Ort auch dadurch, dass sie diese in die Medien bringt. Sie arbeitet mit dem Fotografen Tim Giffords, Getty Images, BBC Radio 4 und der Virgin Group zusammen, um positive, aktive Bilder dafür zu finden, was Frieden ausmacht. Gill Hicks, Überlebende der Terroranschläge am 7. Juli 2005 in London, ist die erste Peace Direct-Botschafterin; ein Video, in dem sie die Bedeutung des Friedens für sie dokumentiert, wurde von über 10.000 Menschen gesehen.